# Professional Development League
Professional Development League là một hệ thống các giải bóng đá trẻ được quản lý, tổ chức và điều khiển bởi Premier League hoặc Football League. Lần đầu được đề xuất bởi Liên đoàn bóng đá Anh thông qua Elite Player Performance Plan năm 2012.
Được giới thiệu đầu năm 2012 và đi vào hoạt động lần đầu vào mùa giải 2012–13. Đây là hậu thân của Premier Reserve League, Premier Academy League và Football Combination. Football League Youth Alliance trở thành League 3 của hệ thống giải U-18. Hệ thống bao gồm các giải dành cho U-18, U-21 và U-23.
Trước đây, các câu lạc bộ tham dự Premier Reserve League (giải đấu cấp cao nhất dành cho các đội dự bị ở Anh) sẽ không còn được quyền thi đấu tại giải nếu như đội một của họ tại Premier League bị xuống hạng và thay thế vào đó là đội lên hạng. Theo hệ thống Professional Development League, các đội dự bị của các câu lạc bộ tại Premier League sẽ không còn liên kết trực tiếp với tình trạng của đội một tại Premier League. Thay vào đó, sẽ có ba giải đấu Professional Development League dành cho mỗi nhóm lứa tuổi và các câu lạc bộ thuộc bốn hạng đầu tiên trong hệ thống các giải bóng đá Anh được quyền tham dự dựa theo đánh giá của Elite Player Performance Plan (EPPP) về học viện của họ.

## Cấp độ U-23

### Premier League 2
Từ năm 2012 tới 2016, Hạng 1 của EPPP là giải trẻ dành cho lứa U-21 nên được gọi là U21 Premier League, với bốn cầu thủ quá tuổi được phép thi đấu. Từ mùa 2016–17 trở đi, giải đấu được gọi là Premier League 2 và độ tuổi được mở rộng từ U-21 lên U-23.
Giải đấu được chia làm hai hạng đấu, có lên xuống hạng giữa hai hạng. Các câu lạc bộ tại Premier League 2 có thể tham gia Premier League Cup, Premier League International Cup và EFL Trophy, nhưng chỉ được phép sử dụng cầu thủ dưới 21 tuổi.

#### Các đội vô địch (Hạng 1)
| Mùa giải | Đội vô địch       |
| -------- | ----------------- |
| 2012–13  | Manchester United |
| 2013–14  | Chelsea           |
| 2014–15  | Manchester United |
| 2015–16  | Manchester United |
| 2016–17  | Everton           |
| 2017–18  | Arsenal           |
| 2018–19  | Everton           |
| 2019–20  | Chelsea           |
| 2020–21  | Manchester City   |

#### Các đội vô địch (Hạng 2)
| Mùa giải | Đội vô địch             |
| -------- | ----------------------- |
| 2014–15  | Middlesbrough           |
| 2015–16  | Derby County            |
| 2016–17  | Swansea City            |
| 2017–18  | Blackburn Rovers        |
| 2018–19  | Wolverhampton Wanderers |
| 2019–20  | West Ham United         |
| 2020–21  | Leeds United            |

### Professional Development League
Hạng 2 của EPPP là giải bóng đá dành cho lứa U-23 được gọi là Professional Development League. Giải đấu được chia thành hai hạng theo khu vực, đội vô địch chung cuộc sẽ được quyết định sau trận play-off cuối mùa giải.

#### Các đội vô địch
| Mùa giải | Đội vô địch              |
| -------- | ------------------------ |
| 2012–13  | Charlton Athletic        |
| 2013–14  | Crewe Alexandra          |
| 2014–15  | Swansea City             |
| 2015–16  | Huddersfield Town        |
| 2016–17  | Sheffield Wednesday      |
| 2017–18  | Bolton Wanderers         |
| 2018–19  | Leeds United             |
| 2019–20  | Hủy do đại dịch COVID-19 |
| 2020–21  | Birmingham City          |

## Cấp độ U-18

### Hạng 1
Giải đấu bóng đá U-18 Hạng 1 của EPPP được thành lập cùng với sự ra đời của Professional Development League năm 2012. Được gọi là U18 Premier League, giải đấu được chia làm hai hạng đấu theo khu vực, với đội vô địch chung cuộc là đội vô địch vòng hai.

#### Các đội vô địch
| Mùa giải | Đội vô địch     |
| -------- | --------------- |
| 2012–13  | Fulham          |
| 2013–14  | Everton         |
| 2014–15  | Middlesbrough   |
| 2015–16  | Manchester City |
| 2016–17  | Chelsea         |

### Hạng 2
Giải bóng đá U-18 Hạng 2 của EPPP được gọi là U18 Professional Development League. Giải đấu được chia thành hai hạng theo khu vực, đội vô địch chung cuộc sẽ được quyết định sau trận play-off cuối mùa giải.

#### Các đội vô địch
| Mùa giải | Đội vô địch         |
| -------- | ------------------- |
| 2012–13  | Queens Park Rangers |
| 2013–14  | Huddersfield Town   |
| 2014–15  | Charlton Athletic   |
| 2015–16  | Charlton Athletic   |
| 2016–17  | Sheffield United    |